# Annine van der Meer
Annine van der Meer (1953) is een Nederlands historicus, theoloog en symbooldeskundige.

## Leven en werk
Annine van der Meer deed in 1972 eindexamen aan het gymnasium in Hilversum. Vervolgens studeerde ze middeleeuwse kerk- en contemporaine geschiedenis aan de Universiteit Utrecht. In 1975 studeerde ze bij Gilles Quispel (een van de vertalers van de Nag Hammadigeschriften) theologie en geschiedenis van het vroege christendom. In 1989 promoveerde ze op de oorsprong en ontwikkeling van de enkratische ascese. Van 1975 tot 2001 werkte zij als docent geschiedenis, maatschappijleer en godsdienst. In 2009 richtte ze de stichting Academie PanSophia op.
Van der Meer is gespecialiseerd in het gnostische oerchristendom en de verborgen geschiedenis van het vrouwelijk goddelijke en van vrouwen en hun vergeten bijdragen aan de evolutie en beschaving. In de joods-christelijke en gnostische tradities in het oude christendom is het sacraal vrouwelijke en de verborgen vrouw van God nog erkend, als Sophia of Wijsheid, Maria en de Zwarte Madonna. Van der Meer heeft teksten, kunst en symbolen over de hele wereld onderzocht en de vrouwelijke God, de vrouwelijke waarden en de bijdragen van vrouwen in oude en hedendaagse culturen (her)ontdekt. Dit om bij te dragen aan het samengaan van vrouwelijke en mannelijke waarden in een nieuw en geïntegreerd mensbeeld; de Her-Story naast de His-Story zetten en zo Our-Story schrijven. In 2010 werd zij daarvoor onderscheiden als een van de 33 wereldvrouwen in het Manifest Female Energy.
Van der Meer geeft lezingen en is publicist van (wetenschappelijke) artikelen en boeken (onder andere Van Venus tot Madonna, Van Sophia tot Maria, Venus is geen Vampen Language of MA the primal mother.

## Bron
- Stichting Pansofia